# Cucina kirghisa
La cucina kirghisa raccoglie le abitudini culinarie del Kirghizistan, in particolare dei kirghisi e degli altri gruppi etnici all'interno del Paese. Essa si colloca all'interno della più ampia cucina dell'Asia centrale e riscontra delle somiglianze con le cucine dei paesi vicini, in particolare con quella kazaka e turkmena, tutte di tradizione nomade.

## Connotati principali

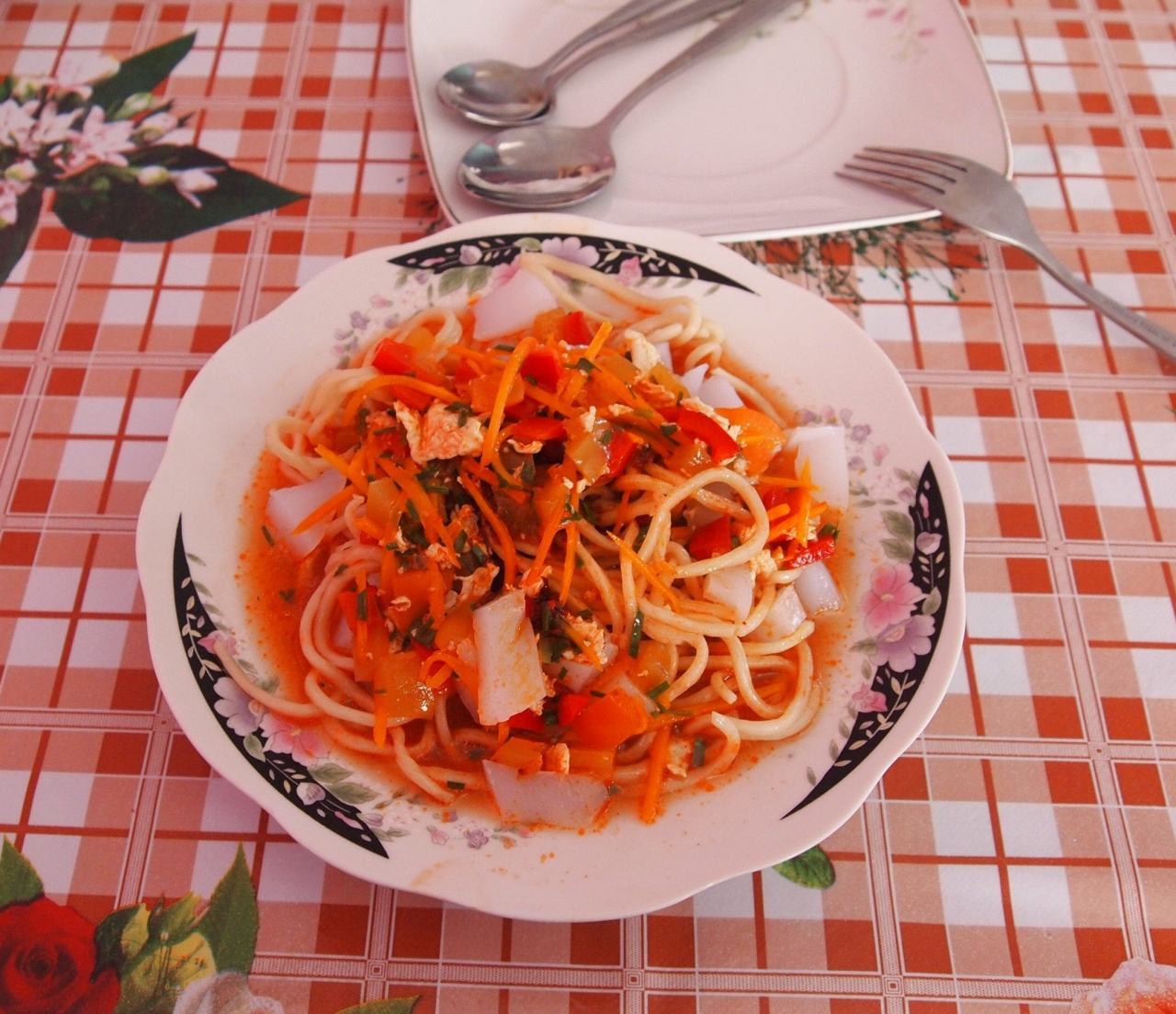
Ašljanfu, un piatto regionale kirghiso della cucina dungana

La cucina kirghiza è basata principalmente su cibi a base di carne, latte e pane. Montone, pecora e cavallo sono le carni maggiormente consumate. Nella capitale e nei centri più importanti è ampiamente diffusa la cucina russa.
Uno dei piatti tradizionali che il Kirghizistan condivide con il vicino Kazakistan è il bešbarmak (lett. "cinque dita" in quanto tradizionalmente mangiato con le mani), un piatto a base di tagliatelle con carne di agnello o di cavallo cotta in un brodo vegetale. Un altro piatto a base di pasta è il kesme, una zuppa di noodle densa con patate, carne e verdure. Di influenza dungana sono invece i laghman speziati, mentre simili ai manti del vicino Kazakistan sono i chošany, fagottini di pasta ripieni fritti e poi cotti al vapore, diffusissimi tra i mercati kirghisi. Il žarkop è invece un piatto di pasta con carne brasata e verdure.
Nell'area dungana di Karakol, nonché anche in alcuni quartieri di Biškek, è evidente l'influenza della cucina uigura. Un piatto molto comune che si può trovare nell'area è l'ašljanfu, un piatto a base di noodle freddi, gelatina e uova. I dungani preparano inoltre dei panini al vapore fatti con un tipo di aglio chiamato jusai, nonché dei spaghetti di riso freddi e speziati denominati fyntyozi. Il gyanfan è invece un piatto a base di riso con una salsa di carne e verdure.
La bevanda più popolare in Kirghizistan è il kymys, ottenuto da latte fermentato e moderatamente alcolico. Esso è principalmente bevuto durante la primavera e l'estate, il periodo in cui partoriscono le cavalle. Altra bevanda nazionale è la boza, a base di miglio fermentato e bollito e dalla consistenza piuttosto densa e leggermente frizzante.